# Psilogobius
Psilogobius és un gènere de peixos de la família dels gòbids i de l'ordre dels perciformes.

## Taxonomia
- Psilogobius mainlandi  (Baldwin, 1972)[3][4]
- Psilogobius prolatus  (Watson & Lachner, 1985)[5]
- Psilogobius randalli  (Goren & Karplus, 1983)[6][7][8][9][10][11]